# Piment de Padrón

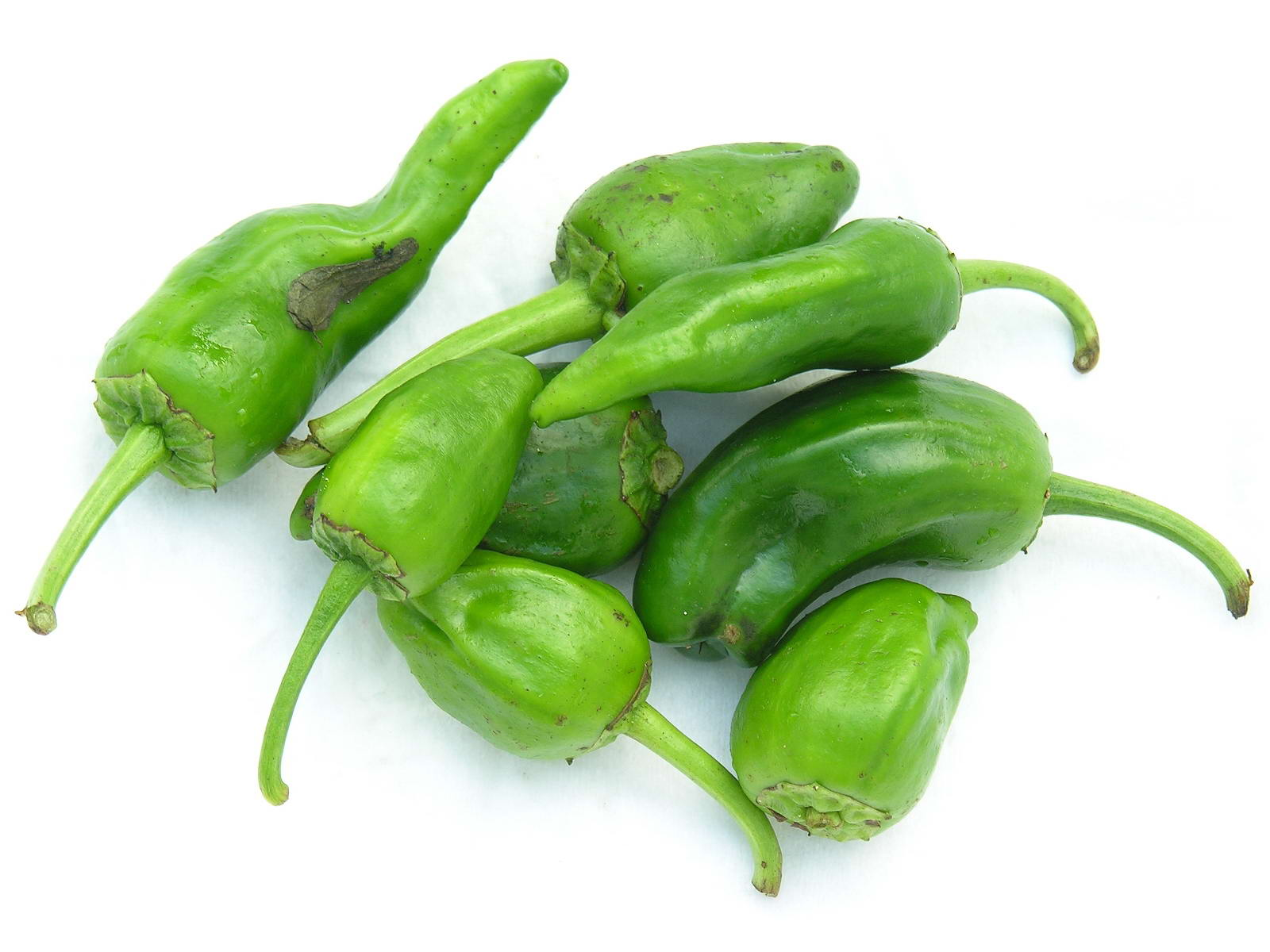
Une paire de manojos ("mans", "mains" en galicien) de piments de Padrón.

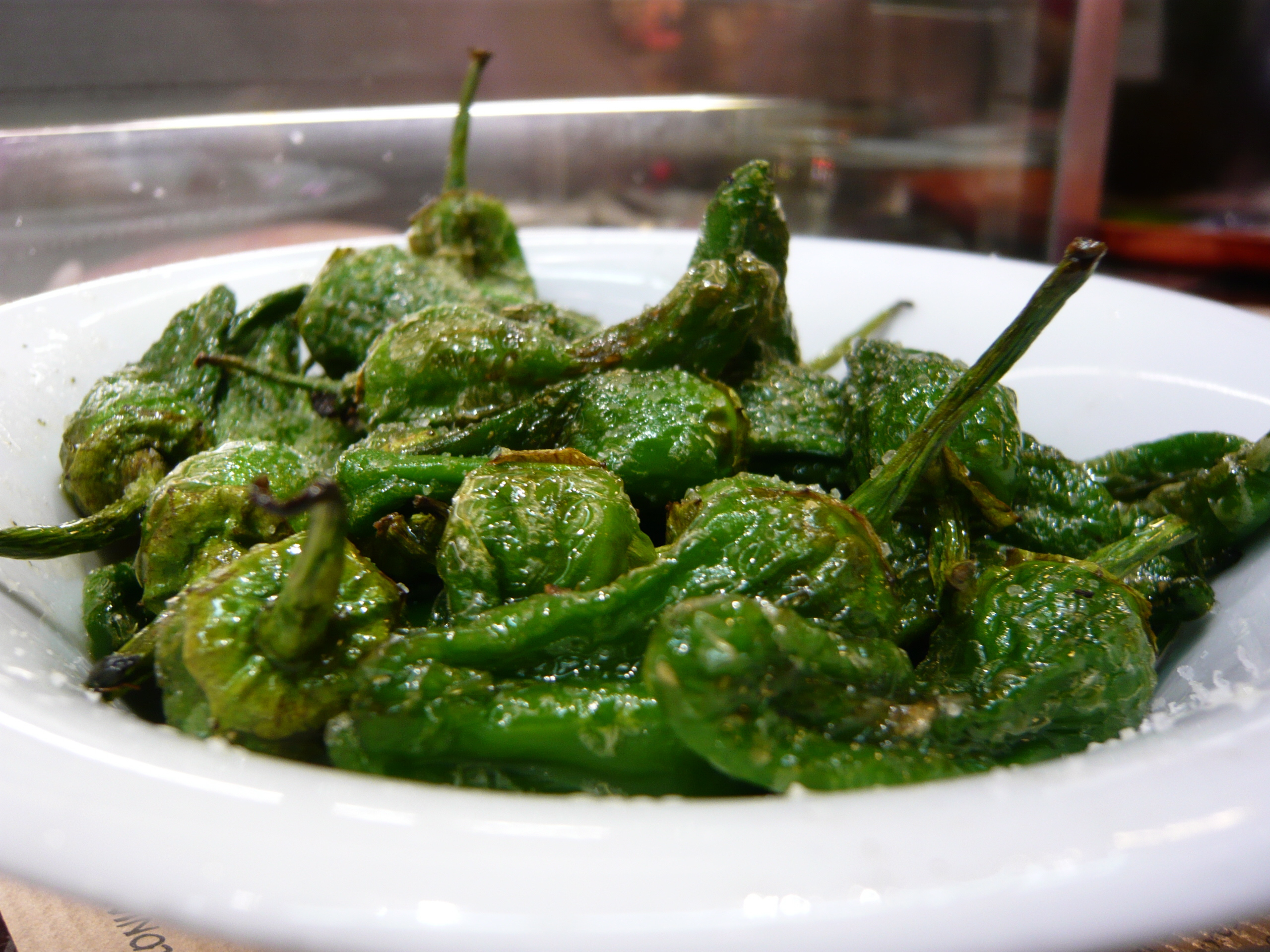
Assiette de piments de Padrón

Le Piment de Padrón (ou Piment de Herbón) est une variété de piment (Capsicum annuum) originaire de la culture agricole du couvent de Saint-Antoine de Herbón (paroisse de Padrón) dans la province de La Corogne, en Galice,.

## Caractéristiques
Les piments de Padrón sont petits, d'environ 5 à 10 cm maximum, de couleur vert olive à vert jaunâtre. Leur forme est quelque peu allongée, conique ou fusiforme, légèrement sillonné longitudinalement par des stries bulbeuses, qui lui donnent un aspect ridé après la friture. Ils sont souvent cueillis, vendus et consommés verts, lorsqu'ils sont encore verts. Leur particularité gastronomique, outre leur saveur généralement intense, est que certains spécimens sont particulièrement piquants (environ entre 10% et 25%),,. Étant donné que certains spécimens ont la qualité d'être épicés, certains d'entre eux assez intensément, il y a tout un débat sur les caractéristiques qui rendraient ces spécimens reconnaissables. Une controverse commence à partir du moment où certains experts affirment pouvoir savoir lesquels sont épicés, tandis que d'autres déclarent qu'il n'y a aucun moyen de le savoir à l'avance. La langue galicienne a su s’adapter à cette réalité changeante et régler le problème avec l'aphorisme populaire «Os pementos de Padrón, uns pican e outros non» («Les piments Padrón, certains sont piquants et d'autres non»). Les plantes soumises à la sécheresse ont tendance à produire des piments plus piquants. Comme plusieurs autres piments, les piments Padrón deviennent plus piquants en mûrissant,.

## Culture
L'espèce Capsicum annuum est originaire du sud de l'Amérique du Nord, des Caraïbes et du nord de l'Amérique du Sud, où elle a été domestiquée. La variété de piment Padrón est originaire de la commune de Padrón, au nord-ouest de l'Espagne. La législation de l'Union européenne protège l'appellation « pemento de Herbón » en tant qu'appellation d'origine protégée depuis 2010. Les piments Padrón sont désormais également cultivés ailleurs dans le bassin méditerranéen et aux États-Unis,,.

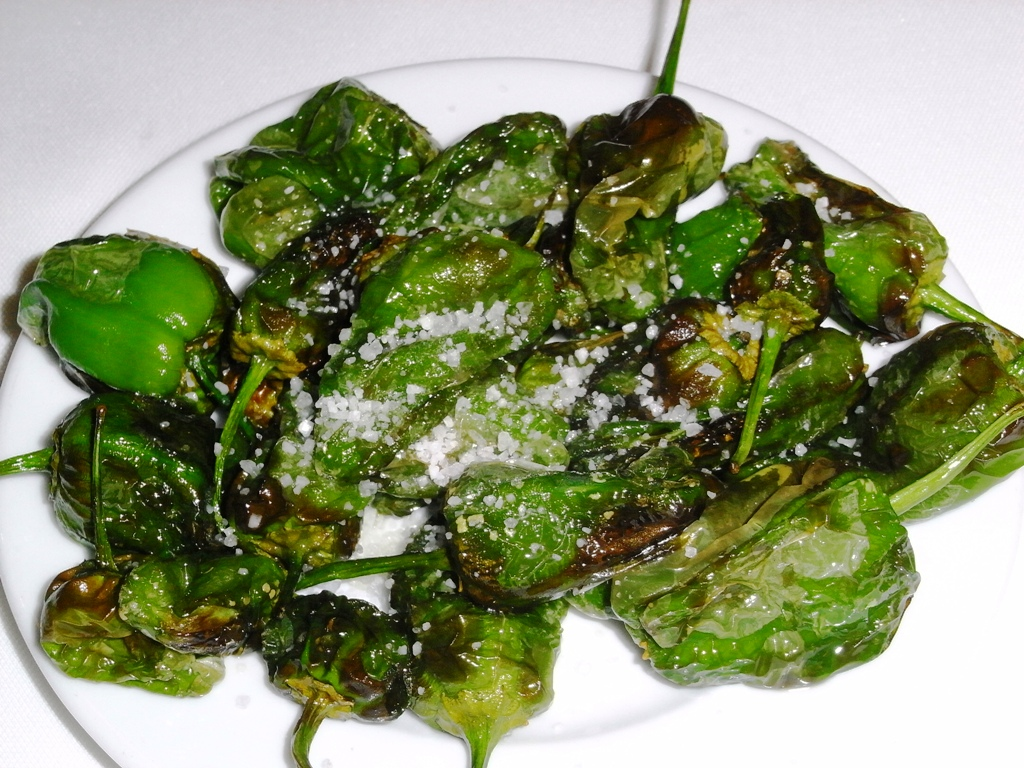
piments de Padrón sazonados avec sel #gros

Les piments Padrón sont cueillis lorsqu'ils sont jeunes et verts,.

## Utilisation culinaire
L'intensité du piquant de ce piment est située dans une fourchette entre 500 et 2.500 SHU (Scoville heat units), sur l'échelle de Scoville. Dans la ville de Padrón et ses environs, les tiges sont retirées avant la friture,. Les principaux producteurs de piments  galiciens et le responsable de l'association touristique galicienne recommandent de retirer les tiges, car elles donnent de l'amertume aux piments frits. Ailleurs, les tiges sont généralement laissées sur les piments et servent à les tenir pendant la dégustation.
Les piments frits de Padrón sont généralement servis chauds, saupoudrés de gros sel, parfois accompagnés de morceaux de pain, en tapas.